# Luigi Pichler

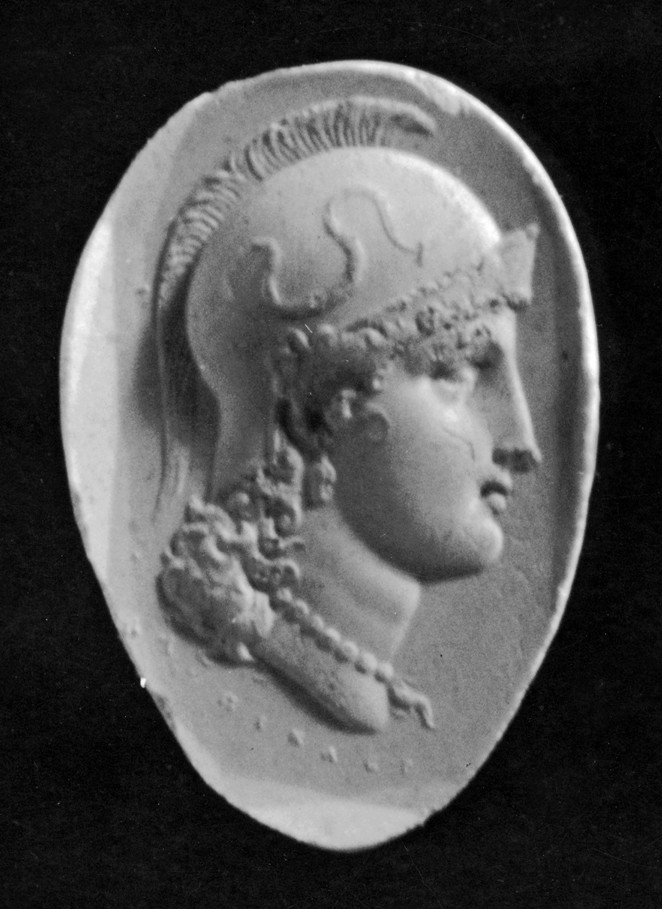
Gem med Athenas huvud, Walters Art Museum

Luigi (Ludwig) Pichler, född 31 januari 1773, död 13 mars 1854, var en italiensk-tyrolsk ädelstenssnidare. Han var son till Antonio Pichler och halvbror till Giovanni Pichler.
Pichler gick i lära hos sin äldre halvbror, och blev 1818 professor vid akademin i Wien. Förutom gemmer och kaméer utförde han även medaljer.